# Raționalizare (economie)
În economie, raționalizarea este o organizare sistematică a activității lucrative după un set de norme și principii raționale. Există o tendință în perioada contemporană de cuantificare a experienței, cunoștințelor și muncii. Raționalitatea mijloace–efect este folosită pentru a calcula cu precizie ceea ce este necesar pentru a atinge un obiectiv. Eficacitatea sa variază în funcție de entuziasmul lucrătorilor pentru realizarea modificărilor organizatorice, de abilitatea cu care managementul aplică regulile și de gradul în care regulile se potrivesc muncii propriu-zise.
Raționalizarea urmărește o creștere a eficienței printr-o mai bună utilizare a resurselor existente, adică obținerea aceluiași efect cu aceleași mijloace sau cu mai puține mijloace. În industrie, are loc astfel, în mod frecvent, înlocuirea forței de muncă cu mașini (investiție de raționalizare). Organizarea potrivită și rațională a condițiilor de desfășurare a activității într-un mediu aflat în schimbare are scopul de a crește productivitatea muncii.
Julien Freund definea raționalizarea ca fiind „organizarea vieții printr-o diviziune și coordonare a activităților pe baza studierii exacte a relațiilor oamenilor cu alți oameni, cu instrumentele lor și cu mediul lor de lucru, în scopul de a obține o mai mare eficiență și productivitate”.
Procesul de raționalizare reprezintă aplicarea practică a cunoștințelor pentru a obține un rezultat dorit. Scopul său îl reprezintă obținerea unei coordonări și eficiențe superioare, precum și a unui control sporit al mediului social și natural. Ea este un produs al „specializării științifice și diferențierii tehnice”, care pare să fie o caracteristică a culturii occidentale. Raționalizarea este principiul aflat în spatele organizării birocratice și a creșterii diviziunii muncii și a condus la o creștere atât a producției, cât și a distribuției de bunuri și servicii. Ea este asociată, de asemenea, cu secularizarea fără componenta sa umanistă, cu depersonalizarea și cu rutina apăsătoare.
Comportamentul uman este ghidat tot mai mult prin observație, experimentare și raționalizare. Se așteaptă ca schimbarea comportamentului uman să fie o parte a procesului lucrativ; raționalizarea și birocratizarea promovează eficiența, care este subsumată conceptului „zweckrational” elaborat de sociologul și economistul german Max Weber.